# 新姫

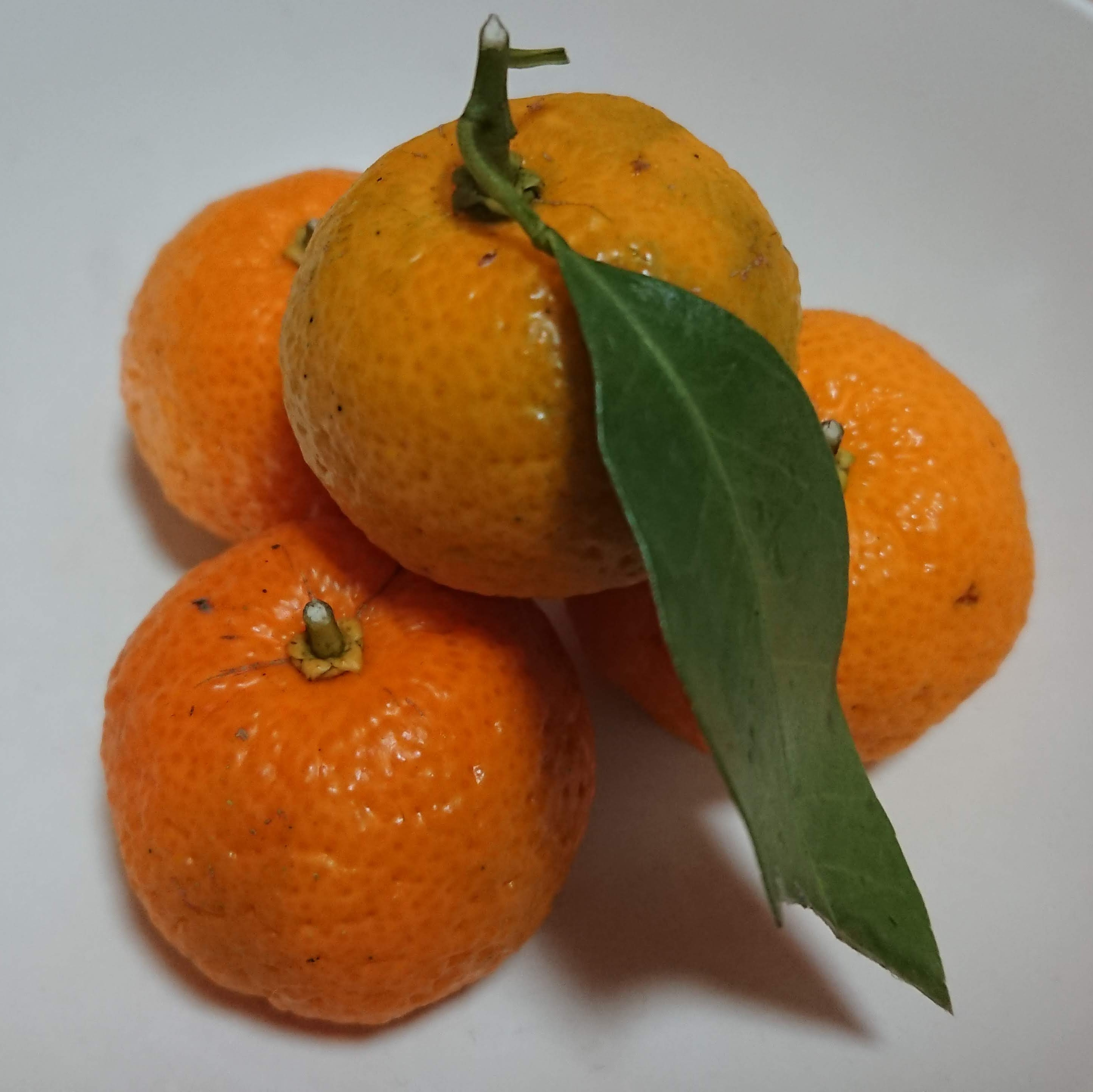
新姫の果実

新姫（にいひめ）は、三重県熊野市で見つかった新種の柑橘類で香酸柑橘のひとつである。
タチバナ（在来種、熊野市の天然記念物）と日本在来のマンダリンの交雑実生と推定され、1997年（平成9年）に種苗登録された。
日本における2010年の収穫量は18 トンで、その全てが三重県熊野市で生産されている。

## 特徴
香酸カンキツであり独特のダイダイの香りがある。果形は扁球形で果実の平均重21 グラム程度、果皮の色は橙で、ニホンタチバナと較べて果面は粗い。果肉の色は濃橙で、果汁は多くて甘い。。